# 台北红淡比
台北红淡比（学名：Cleyera japonica var. taipehensis）为山茶科红淡比属下的一个变种。

## 扩展阅读
- 維基物種上的相關：台北红淡比